# 20 avril en sport
20 mars 20 mai
Chronologies thématiques
- Croisades
- Ferroviaires
- Disney

Le 20 avril (110e jour de l'année ou 111e en cas d'année bissextile) en sport.

## Événements

### XVIIIesiècle
- 1776 :
  - (Sport hippique) : inauguration officielle en présence de la Cour du premier hippodrome permanent à Paris dans la plaine des Sablons (Neuilly).

### XIXesiècle
- 1882 :
  - (Omnisports) : fondation du RCF sous le nom de « Racing Club ».
- 1887 :
  - (Sport automobile) : première course automobile de l’Histoire entre Neuilly-sur-Seine et Versailles.
- 1896 :
  - (Football) : finale de la 25e FA Cup (210 inscrits). Sheffield Wednesday bat Wolverhampton Wanderers FC sur le score de 2-1 devant 48 836 spectateurs à Crystal Palace.

### XXesièclede1901à1950
- 1912 :
  - (Baseball) : inauguration du Fenway Park de Boston (domicile des Red Sox de Boston, MLB).
- 1939 :
  - (Judo) : première ceinture noire décernée à un Français, par le professeur Mikinosuke Kawaishi.

### XXesièclede1951à2000
- 1987 :
  - (Rallye automobile) : arrivée du Rallye Safari et victoire du finlandais Hannu Mikkola et de son copilote suédois Arne Hertz.
- 1997 :
  - (Basket-ball) : le CJM Bourges enlève le titre de champion de France féminin pour la troisième fois consécutivement.

### XXIesiècle
- 2002 :
  - (Football) : victoire des Girondins de Bordeaux en finale de la Coupe de la Ligue contre le FC Lorient sur le score de 3 buts à 0.
- 2003 :
  - (Compétition automobile /Formule 1) : au Grand Prix automobile de Saint-Marin, qui s'est déroulé sur le circuit Enzo et Dino Ferrari près d'Imola, victoire de l'allemand Michael Schumacher sur une Ferrari.
- 2007 :
  - (Tennis) : en s'imposant en 1/4 de finale du Masters de Monte-Carlo face à l'Espagnol David Ferrer (6-4, 6-0), le numéro un mondial, le Suisse Roger Federer remporte son 500e succès sur le circuit professionnel.
- 2008 :
  - (Cyclisme sur route / Classique) : pour sa première participation à l'épreuve printanière néerlandaise de la province du Limbourg, l'Italien Damiano Cunego (Lampre) remporte la 43e édition de l'Amstel Gold Race en devançant de quelques mètres ses compagnons d'échappée, le Luxembourgeois Fränk Schleck (Team CSC, 2e) et l'Espagnol Alejandro Valverde (Caisse d'Épargne, 3e).
  - (Football) : le Standard de Liège bat à domicile le RSC Anderlecht sur le score de 2-0 et remporte ainsi le titre de champion de Belgique qu'il n'avait plus décroché depuis 1983.
  - (Compétition automobile ou IndyCar) : l'Américaine Danica Patrick gagne à Motegi au Japon la troisième manche du championnat IndyCar Series 2008. Elle rentre dans l'histoire du sport automobile en devenant la première femme à remporter une course d'un championnat majeur de monoplace.
- 2013 :
  - (Football / Coupe de la Ligue) : victoire de l'AS Saint-Étienne en finale de la Coupe de la Ligue contre le Stade rennais sur le score de 1 but à 0.
- 2016 :
  - (Cyclisme sur route / Classique) : l'Espagnol Alejandro Valverde remporte pour la 4e fois la Flèche wallonne, un record dans l'histoire de la classique cycliste. Il devance, comme l'année passée, le Français Julian Alaphilippe au sommet du Mur de Huy. L'Irlandais Dan Martin prend la 3e place.

## Naissances

### XIXesiècle
- 1851 :
  - Tom Morris, Jr., golfeur écossais. Vainqueur des British Open 1868, 1869, 1870 et 1871. († 25 décembre 1875).
- 1860 :
  - Justinien Clary, tireur puis dirigeant sportif et avocat français. Médaillé de bronze de la fosse olympique aux Jeux de Paris 1900. Président du COF de 1913 à 1933 et membre du CIO. († 13 juin 1933).
- 1890 :
  - Béla Las-Torres, nageur hongrois. († 13 octobre 1915).

### XXesièclede1901à1950
- 1908 :
  - Pierre Korb, footballeur français. (12 sélections en équipe de France). († 22 février 1981).
- 1925 :
  - Ernie Stautner, joueur de foot U.S allemand. († 16 février 2006).
- 1927 :
  - Phil Hill, pilote de F1 et de courses automobile d'endurance américain. Champion du monde de Formule 1 1961 (3 victoires en Grands Prix). Vainqueur des 24 Heures du Mans 1958, 1961 et 1962. († 28 août 2008).
- 1928 :
  - Johnny Gavin, footballeur irlandais. (7 sélections en équipe nationale). († 20 septembre 2007).
- 1930 :
  - Stuart Lewis-Evans, pilote de F1 et d'endurance britannique. († 25 octobre 1958).
- 1932 :
  - Henry Liddon, copilote de rallyes automobile britannique. († 23 septembre 1987).
- 1938 :
  - Betty Cuthbert, athlète de sprint australienne. Championne olympique du 100m, du 200m et du relais 4 × 100m aux Jeux de Melbourne 1956 puis du 400 mètres aux Jeux de Tokyo 1964. († 6 août 2017).
- 1943 :
  - Fleury Di Nallo, footballeur français. (10 sélections en équipe de France).
- 1946 :
  - Fedor den Hertog, cycliste sur route néerlandais. Champion olympique du contre la montre par équipe aux Jeux de Mexico 1968. († 12 février 2011).
  - Tommy Hutton, joueur de baseball puis consultant TV américain.
- 1948 :
  - Bruno Recoura, basketteur puis entraîneur français. (8 sélections en équipe de France).
- 1949 : 
  - Toller Cranston, patineur artistique individuel canadien. Médaillé de bronze aux Jeux d'Innsbruck 1976. († 24 janvier 2015).
  - Mike Lafferty, skieur alpin américain.
  - Bernard Quilfen, cycliste sur route et directeur sportif français. († 29 janvier 2022).

### XXesièclede1951à2000
- 1950 :
  - Rich Wilson, navigateur américain.
- 1951 :
  - Neil Bennett, joueur de rugby anglais. (7 sélections en équipe nationale).
- 1954 :
  - Gilles Lupien, hockeyeur sur glace canadien.
- 1958 :
  - Viatcheslav Fetissov, hockeyeur sur glace puis entraîneur soviétique puis russe. Champion olympique aux Jeux de Sarajevo 1984 puis aux jeux de Calgary 1988. Champion du monde de hockey sur glace 1978, 1981, 1982, 1983, 1986, 1989 et 1990.
- 1959 :
  - Gary Lupul, hockeyeur sur glace canadien. († 18 juillet 2007).
- 1961 :
  - Paolo Barilla, pilote de F1 et d'endurance italien. Vainqueur des 24 Heures du Mans 1985.
  - Don Mattingly, joueur de baseball américain.
  - Corrado Micalef, hockeyeur sur glace italo-canadien.
- 1962 :
  - Lionel Robert, pilote de courses automobile d'endurance française.
- 1963 :
  - Mauricio Gugelmin, pilote de F1 et de cart brésilien.
- 1965 :
  - Adrián Fernández, pilote de courses automobile mexicain.
- 1966 :
  - Vincent Riendeau, hockeyeur sur glace canadien.
- 1971 :
  - Allan Houston, basketteur américain. Champion olympique aux Jeux de Sydney 2000 (18 sélections en équipe nationale).
- 1976 :
  - Tom Colsoul, copilote automobile de rallye-raid belge.
  - Shay Given, footballeur irlandais. (125 sélections en équipe nationale).
- 1978 :
  - Mathew Hayman, cycliste sur route australien.
- 1980 :
  - Caroline Koechlin-Aubert, basketteuse française. (22 sélections en équipe de France).
  - Carmen Small, cycliste sur route américaine. Championne du monde de cyclisme sur route du contre la montre par équipes 2013 et 2014.
  - Donatas Zavackas, basketteur lituanien.
- 1981 :
  - Mike Blair, joueur de rugby écossais. (85 sélections en équipe nationale).
  - Ronald Raldes, footballeur bolivien. (75 sélections en équipe nationale).
- 1982 :
  - Ismaël N'Diaye, basketteur puis entraîneur ivoirien. (31 sélections en équipe nationale).
- 1983 :
  - Danny Granger, basketteur américain. Champion du monde de basket-ball masculin 2010.
- 1985 :
  - Pavle Ninkov, footballeur serbe.
  - Brent Seabrook, hockeyeur sur glace canadien. Champion olympique aux Jeux de Vancouver 2010.
- 1986 :
  - Stefan Frei, footballeur suisse.
  - Dominiko Waqaniburotu, joueur de rugby fidjien. (27 sélections en équipe nationale).
- 1987 :
  - Khaled Al-Rashidi, footballeur koweïtien. (20 sélections en équipe nationale).
  - Fabrice Begeorgi, footballeur français.
  - Ammar Jemal, footballeur tunisien. Vainqueur de la Ligue des champions de la CAF 2007 (30 sélections en équipe nationale).
  - Angelica Robinson, basketteuse américaine puis monténégrine.
- 1988 :
  - Heleen Jaques, footballeuse belge. (95 sélections en équipe nationale).
  - Gaëlle Nayo-Ketchanke, haltérophile camerounaise puis française. Médaillée d'argent des -75 kg aux CE d'haltérophilie 2015, 2016 et 2018.
- 1989 :
  - Conor Murray, joueur de rugby irlandais. Vainqueur des tournois des Six Nations 2014, 2015 et du Grand Chelem 2018.
  - Pierre Thiriet, pilote de courses automobile d'endurance français.
- 1990 :
  - Audrey Tcheuméo, judokate française. Médaillée de bronze des -78 kg aux Jeux de Londres et d'argent aux Jeux olympiques de Rio. Championne du monde de judo des -78 kg 2011. Championne d'Europe de judo des -78 kg 2011 et 2014.
- 1991 :
  - Mehdi Jeannin, footballeur franco-algérien.
  - Oleh Krykun, joueur de volley-ball ukrainien.
- 1992 :
  - Jerry Boutsiele, basketteur français.
  - Joe Salisbury, joueur de tennis britannique.
  - Marland Yarde, joueur de rugby anglais (13 sélections en équipe nationale).
- 1993 :
  - Omar Abada, basketteur Tunisien.
  - Filip Ingebrigtsen, athlète de demi-fond norvégien. Champion d'Europe d'athlétisme du 1 500m 2016.
  - Hayat Khirou, footballeuse marocaine. (14 sélections en équipe nationale).
- 1994 :
  - Gianni Moscon, cycliste sur route italien.
  - Paulin Riva, joueur de rugby à XV et à sept français. Champion olympique aux Jeux de Paris 2024. (238 sélections avec l'équipe de France masculine de rugby à sept).
  - Jordan Thompson, joueur de tennis australien.
- 1995 :
  - Sekou Macalou, joueur de rugby à XV français.
- 1996 :
  - Anže Lanišek, sauteur à ski slovène.
- 1997 :
  - Mikkel Kallesøe, footballeur danois.
  - Aymeric Minne, handballeur français. (33 sélections en équipe de France).
  - Alexander Zverev, joueur de tennis allemand.
- 1998 :
  - Aron Dønnum, footballeur norvégien.
- 1999 :
  - Nick Isiekwe, joueur de rugby à XV anglais. (15 sélections en équipe nationale).
  - Ladislav Krejčí, footballeur tchèque. (16 sélections en équipe nationale).
  - Fabio Quartararo, pilote de vitesse moto français. Champion du monde de vitesse moto MotoGP 2021 (12 victoires en Grand Prix).
- 2000 :
  - Nils Fröling, footballeur américano-suédois.
  - Matthew Hurt, basketteur américain.

### XXIesiècle
- 2002 :
  - Gyda Westvold Hansen, sauteuse à ski norvégienne. Championne du monde de combiné nordique en individuelle 2021 et en individuelle et par équipe mixte 2023.
- 2003 :
  - Tio Cipot, footballeur slovène.
- 2005 :
  - Corentin Mézou, joueur de rugby à XV français. Vainqueur du Tournoi des Six Nations des moins de 20 ans 2025.
- 2006 :
  - Yasin Özcan, footballeur turc.

## Décès

### XXesièclede1901à1950
- 1925 :
  - Herbert Lawford, 73 ans, joueur de tennis britannique. Vainqueur de Tournoi de Wimbledon 1887 (° 15 mai 1851).
- 1927 :
  - Frank Hill, 61 ans, joueur de rugby à XV gallois. Vainqueur de la Triple couronne 1893. (15 sélections en équipe nationale). (° 13 janvier 1866).
- 1931 :
  - Cosmo Edmund Duff Gordon, 68 ans, épéiste britannique. (° 22 juillet 1862).
- 1935 :
  - John Cameron, 63 ans, footballeur puis entraîneur écossais. (une sélection en équipe nationale). (° 13 avril 1872).

### XXIesiècle
- 2002 :
  - Jean-Pierre Destrumelle, 61 ans, footballeur puis entraîneur français. (° 2 janvier 1941).
- 2003 :
  - Daijiro Kato, 26 ans, pilote de moto japonais. Champion du monde de vitesse moto en 250cm³ 2001. (° 4 juillet 1976).
- 2014 :
  - Hurricane Rubin Carter, 76 ans, boxeur américano-canadien. (° 6 mai 1937).